# Daybreak in Udi
Daybreak in Udi é um filme-documentário britânico de 1948 dirigido e escrito por Terry Bishop. Venceu o Oscar de melhor documentário de longa-metragem na edição de 1949.

## Elenco
- E.R. Chadwick
- Hartford Anerobi